# Ямаки (Османская империя)

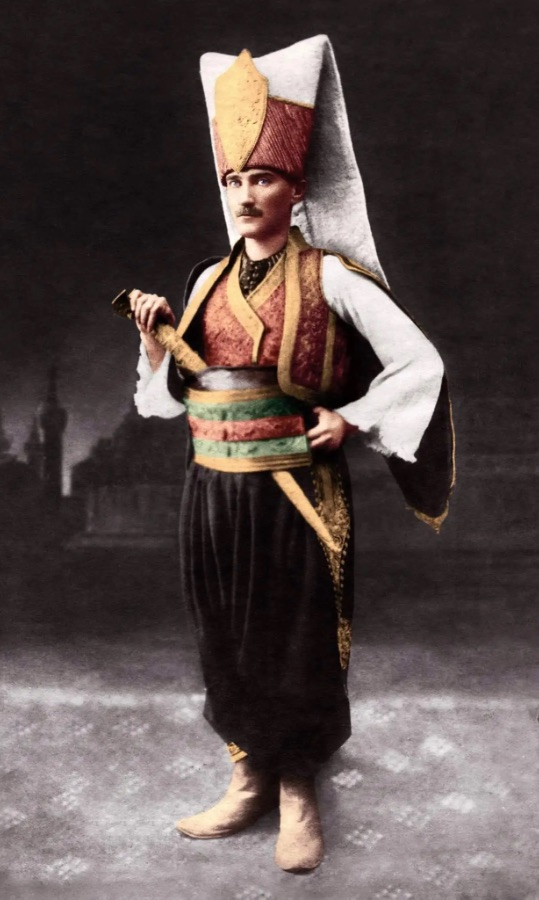
Ататюрк в Софии в качестве военного атташе в форме ямака — за год до того, как он выиграл битву при Галлиполи.

Ямакы или Ямацы (болг. ямаци) — особый янычарский корпус для защиты узких бродов рек, в частности, Анадолухисара и Румелихисара,. Считались хранителями османского Константинополя.
Происходили из войнуков и изначально защищали проливы от нападений казаков. Как правило, были помаками — болгарами-мусульманами. Носили колпаки, их сербские коллеги (шайкаши) — сербские головные уборы.
Когда после Тильзитского мира положение Османской империи было подорвано, и адмирал Д. Н. Сенявин взял остров Тенедос, подняли восстание под предводительством Кабакчи Мустафы. Поддержали султана Мустафу IV, но были разбиты Алемдаром Мустафа-пашой. Многие из них вступили в Болгарское земское войско.

## Примечание
1. ↑  Shaw, Stanford Jay. History of the Ottoman Empire and Modern Turkey: Volume 2, Reform, Revolution, and Republic: The Rise of Modern Turkey 1808-1975 / Stanford Jay Shaw, Ezel Kural Shaw. — Cambridge University Press, 27 May 1977. — P. 517. — «yamak: auxiliary soldier». — ISBN 978-0-521-29166-8.
2. ↑  История на българите
3. ↑   История на Османската империя от Ахмед Садулов, стр. 201, 2000, Фабер, Велико Търново; ISBN 954-9541-53-3